# Johnny English (serie di film)

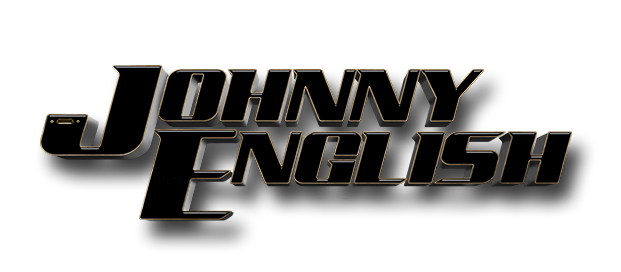
Logo della serie

Johnny English è una serie cinematografica comica, d'azione e di spionaggio inglese, interpretata da Rowan Atkinson.

## Film

### Johnny English(2003)
L'imbranato Johnny English, da impiegato d'ufficio dell'MI7, viene mandato in missione sul campo perché tutti gli altri agenti sono morti, coadiuvato dal suo assistente Angus Bough. Il loro compito è sventare un tentativo di furto dei gioielli della Corona, in mostra alla Torre di Londra.

### Johnny English - La rinascita(2011)
Dopo essere stato licenziato dall'MI7 a seguito di una fallimentare missione in Mozambico, English viene richiamato in servizio, a sette anni di distanza dagli eventi narrati nel primo film. Affiancato dal nuovo assistente Colin Tucker, il suo compito questa volta è di indagare su un complotto per assassinare il premier cinese.

### Johnny English colpisce ancora(2018)
Un attacco informatico dal sud della Francia ha rivelato tutte le identità degli agenti sul campo, costringendo l'MI7 a richiamare gli agenti congedati, tra cui English. Rimasto da solo dopo avere accidentalmente inabilitato gli altri ex agenti, recupera il suo vecchio assistente Bough per indagare.

## Cast tecnico
|                         | Johnny English (2003)                    | Johnny English - La rinascita (2011)                                | Johnny English colpisce ancora (2018) |
| ----------------------- | ---------------------------------------- | ------------------------------------------------------------------- | ------------------------------------- |
| Regia                   | Peter Howitt                             | Oliver Parker                                                       | David Kerr                            |
| Produzione              | Tim Bevan Eric Fellner Mark Huffam       | Tim Bevan Eric Fellner Chris Clark                                  | Tim Bevan Eric Fellner Chris Clark    |
| Sceneggiatura           | Neal Purvis e Robert Wade William Davies | Hamish McColl                                                       | William Davies                        |
| Musiche                 | Edward Shearmur                          | Ilan Eshkeri                                                        | David Arnold                          |
| Montaggio               | Robin Sales                              | Guy Bensley                                                         | Tony Cranstoun                        |
| Compagnia di produzione | Working Title Films                      | Universal Pictures StudioCanal Relativity Media Working Title Films | Studio Canal Working Title Films      |

## Box office
| Film                                  | Regno Unito | Italia     | Mondiale    | Budget   |
| ------------------------------------- | ----------- | ---------- | ----------- | -------- |
| Johnny English (2003)                 | 28082366 $  | 4714301 $  | 160583018 $ | 40000 $  |
| Johnny English - La rinascita (2011)  | 8305970 $   | 3462182 $  | 160078586 $ | 45000 $  |
| Johnny English colpisce ancora (2018) | 22500562 $  | 2585274 $  | 158130368 $ | 25000 $  |
| Totale                                | 58888898 $  | 10761757 $ | 478791972 $ | 110000 $ |

## Giudizio della critica
| Film                           | Rotten Tomatoes   | Metacritic      | CinemaScore |
| ------------------------------ | ----------------- | --------------- | ----------- |
| Johnny English                 | 33% (121 reviews) | 51 (32 reviews) | B           |
| Johnny English - La rinascita  | 38% (91 reviews)  | 46 (20 reviews) | B           |
| Johnny English colpisce ancora | 36% (100 reviews) | 39 (22 reviews) | –           |